# Kieran Kane

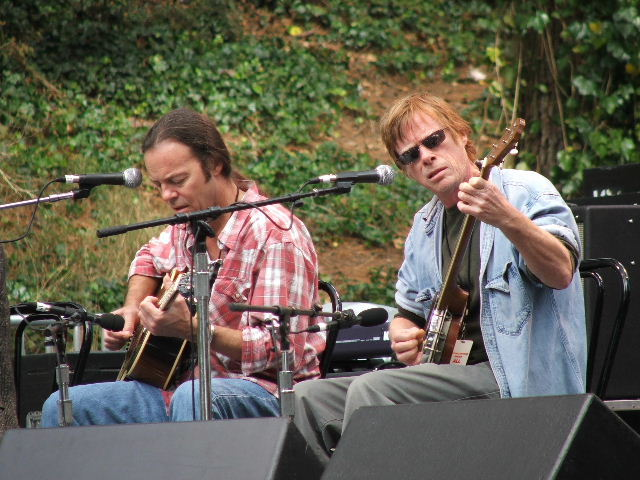
Kieran Kane (rechts) mit Kevin Welch

Kieran Kane (* 7. Oktober 1949 in Queens, New York) ist ein US-amerikanischer Country-Sänger und Songwriter.

## Leben

### Erste Schritte – The O’Kanes
Kane begann seine musikalische Karriere in den siebziger Jahren als Songwriter und Session-Musiker in Los Angeles. Bei einem Kurzaufenthalt 1979 in Nashville wurde er von einem dortigen Musikverlag unter Vertrag genommen. Wenig später unterschrieb er einen Schallplattenvertrag bei Elektra. Auf dem Label veröffentlichte er das Album, Kieran Kane, und einige erfolgreiche Singles. Darunter war 1982 You're The Best und It's Who You Love. Danach zerstritt er sich mit seiner Schallplattenfirma. Man konnte sich nicht über die musikalische Gestaltung seiner nächsten Aufnahmen einigen. 1985 gründete er zusammen mit Jamie O’Hara das akustisch ausgerichtete Duo The O’Kanes. Nach drei erfolgreichen und von der Kritik hochgelobten Alben trennten die beiden sich Ende der 1980er Jahre.

### Eigenes Label: Dead Reckoning
1993 produzierte er das Soloalbum Find My Way Home. Wieder gab es hervorragende Kritiken, aber die Verkaufszahlen blieben hinter den Erwartungen zurück. Erneut kam es zu Auseinandersetzungen mit der Plattenfirma. Mit seinen Gesinnungsgenossen Kevin Welch, Mike Henderson, Tammy Rogers und Harry Stinson, dem Produzenten seines Solo-Albums, gründete er schließlich das unabhängige Label Dead Reckoning Records. Ziel war die Unabhängigkeit vom kommerzorientierten Establishment der Music-City. Die eigenen musikalischen Vorstellungen konnten kompromisslos verwirklicht werden. Die talentierten Musiker unterstützten sich gegenseitig bei ihren Projekten und kamen dadurch mit einem geringen finanziellen Einsatz aus. Als Dead Reckoners produzierten die fünf 1997 das Album A Night Of Reckoning. Kieran Kane veröffentlichte außerdem mehrere Solo-Alben. Bei einigen malte er selbst die Cover-Vorlage.
Kieran Kane gilt als einer der besten Songwriter der Country-Szene. Sein erfolgreichster Titel war I'll Go On Loving You, der 1998 für Alan Jackson zum Super-Hit wurde.

## Platten (Alben)
- 1982: Kieran Kane (Elektra)
- 1993: Find My Way Home (Atlantic)
- 1995: Dead Rekoning (Dead Reckoning Records)
- 1996: Six Months, No Sun (Dead Reckoning Records)
- 1997: A Night Of Reckoning (Dead Reckoning Records)
- 2000: Blue Chair (Dead Reckoning Records)
- 2002: Shadows On The Ground (Dead Reckoning Records)
- 2004: You Can't Save Everybody (Dead Reckoning Records)